# 牛津 (麻薩諸塞州普查規定居民點)
牛津（英語：Oxford）是位於美國麻薩諸塞州烏斯特縣的一個普查規定居民點。

## 人口
根據2020年美國人口普查的數據，牛津的面積為9.55平方千米，當中陸地面積為8.97平方千米，而水域面積為0.58平方千米。當地共有人口5928人，而人口密度為每平方千米620.73人。